# شولدو

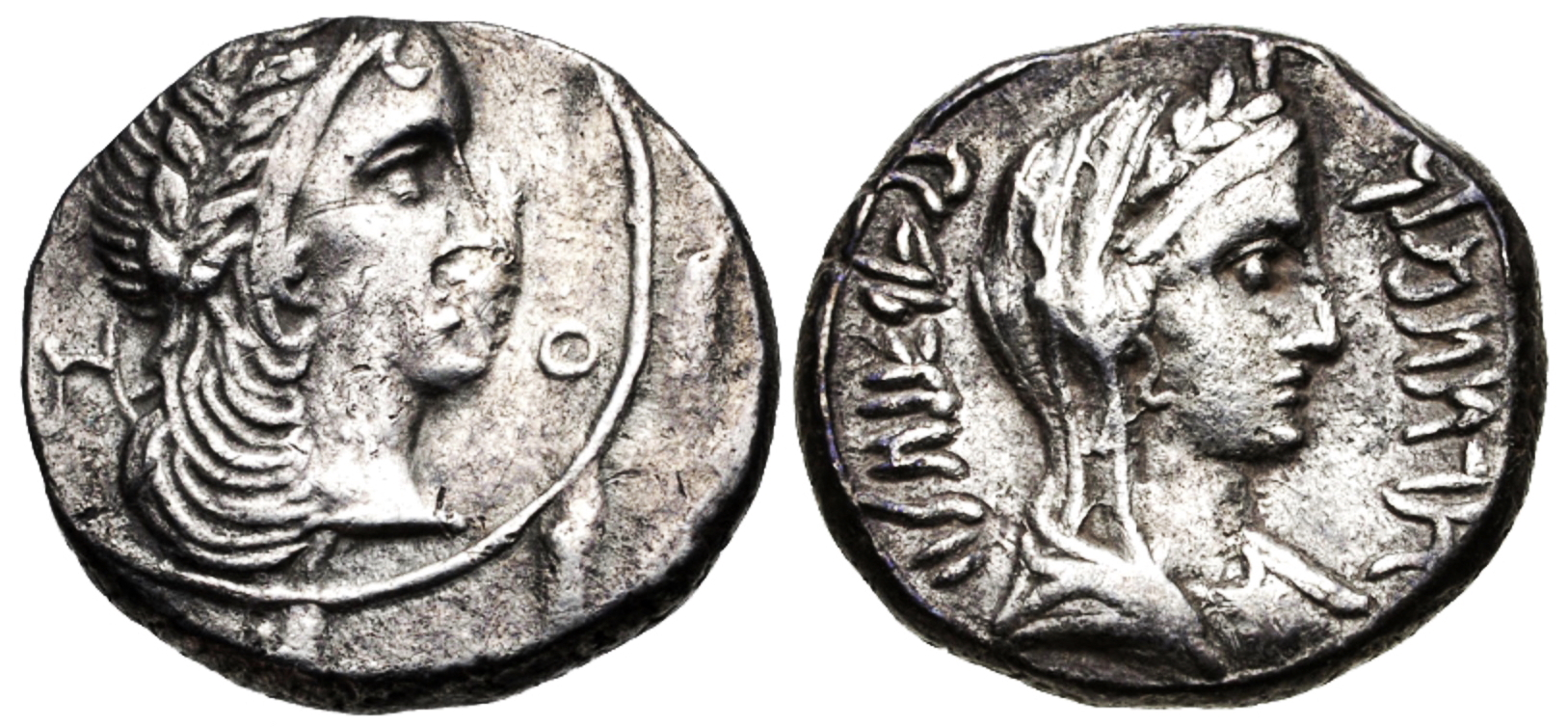
الدرهم الفضي للحارث الرابع مع زوجته هولدو

شولدو أو شلدو أو شلد  (Chuldu) ( الآرامية النبطية :𐢊𐢑𐢅𐢈 ; فلوريدا. كانت ملكة الأنباط وزوجة وحاكمة مشاركة للحارث الرابع [  في الفترة من 9 ق.م إلى 16 م.
حكمت بالاشتراك مع زوجها من عام 9 قبل الميلاد حتى عام 16 ميلادي. وقد تم العثور على عملات نحاسية وفضية تصورها مع زوجها. لا يُعرف سوى القليل عن التاريخ الدقيق وسبب الانتقال من تشولد إلى شقيلة، الذي يظهر على العملات المعدنية بعد فجوة غير مفسرة في عام 18 م. اقترح موريس ساتر أن الفجوات السابقة في سك العملات المعدنية ربما كانت بسبب فترة الاستسلام لروما القديمة.
يُفترض أنها والدة ماليخوس الثاني (او مالك الثاني) وأبوداس ورابيل، ولثلاث بنات، فصائيل (الزوجة الأولى لهيرودس أنتيباس)، وشوادات وهجيرا. وكان للأخير أيضًا ابن، يُدعى أيضًا أريتاس، حفيد أريتاس الرابع.